# Apostolepis dimidiata
Apostolepis dimidiata — вид змій родини полозових (Colubridae). Мешкає в Південній Америці.

## Поширення і екологія
Apostolepis dimidiata мешкають в південно-східній Бразилії, а також на сході Парагваю і на північному сході Аргентини. Вони живуть в саванах серрадо. Ведуть риючий і нічний спосіб життя, полюють на амфісбен і невеликих змій, зокрема на сліпунів. Самиці відкладають яйця.